# پرده بکارت
پرده واژن، پرده بکارت، زه‌چین یا هایمِن (به انگلیسی: Hymen) یک قطعه کوچک از غشاء مخاطی است که دهانه ورودی واژن را احاطه می‌کند یا تا حدی می‌پوشاند. پردهٔ بکارت در ورودی واژن قرار دارد و مرز بین فرجو واژن محسوب می‌شود. پرده بکارت انسان هیچ عملکرد شناخته شده‌ای در بدن ندارد. با این وجود برخی، عقیده بر عملکرد محافظتی آن در مقابل عوامل خارجی همانند باکتری دارند که شواهدی برای اثبات آن وجود ندارد.
پردهٔ بکارت طی فرایند رشد جنین در ماه پنجم بارداری تشکیل می‌شود و معمولاً پیش یا پس از تولد سوراخ می‌شود. هایمن از نظر بافت‌شناسی شامل بافت پوششی چندلایهٔ غنی از گلیکوژن و بافت پیوندی متراکم است که فاقد غدد و عضله بوده و در لبهٔ آزاد خود خون‌رسانی فراوانی دارد. عصب‌دهی آن محدود و عمدتاً در قسمت متصل به دیواره واژن است. در مراحل مختلف زندگی از نوزادی تا یائسگی، هایمن تحت تأثیر تغییرات هورمونی، بلوغ، بارداری، زایمان و پیری دچار دگرگونی‌های ساختاری می‌شود. در برخی نوزادان، نوعی از هایمن بدون سوراخ مشاهده می‌شود که نیازمند مداخلهٔ پزشکی است. هایمن از نظر شکل، اندازه و ساختار بسیار متنوع بوده و انواع مختلفی را شامل می‌شود.
آسیب به پرده بکارت ممکن است براثر عوامل مختلفی همانند استفاده از تامپون، معاینه لگن با اسپکولوم، رابطه جنسی واژینال، خودارضایی، ژیمناستیک یا اسب سواری رخ دهد که می‌تواند با درد یا خونریزی موقت همراه باشد. آسیب وارد شده به پردهٔ بکارت ممکن است در طول زمان بدون اینکه هیچ نشانه‌ای از آسیب باقی بگذارد بهبود یابد. در گذشته اعتقاد بر این بود که که اولین دخول واژینال، لزوماً منجر به آسیب و خونریزی می‌شود اما اکنون منابع این موضوع را رد می‌کنند و اذعان دارند در برخی افراد اولین دخول واژینال می‌تواند باعث خونریزی شود و در برخی دیگر نیز این موضوع صدق نمی‌کند و خونریزی و آسیب به پردهٔ بکارت اتفاق نمی‌افتد.
فرضیه اینکه غشای واژن یا پردهٔ بکارت می‌تواند به‌طور فیزیکی نشان دهنده سابقه رابطه جنسی واژینال باشد و آن را اثبات کند مبنای آزمایش‌های بکارت است اما از نظر علمی، شکل و وضعیت پردهٔ بکارت نمی‌تواند اثبات‌کنندهٔ داشتن یا نداشتن رابطهٔ جنسی باشد. آموزه‌های دینی نیز از لحاظ تاریخی بر اهمیت پرده بکارت در فرهنگ‌ها دامن زده‌اند و پرده بکارت در بعضی از فرهنگ‌ها به‌دلیل تصور ارتباطش با باکرگی زنان همچنان دارای اهمیت است. بسیاری از جوامع پیشامدرن نیز ارزش زیادی برای ارزیابی باکرگی دختران خود قائل بودند و در نتیجه پیش از پیشرفت دانش علوم تشریحی طیف وسیعی از آزمایش‌هایی غیرعلمی برای ارزیابی بکارت دختران در آن زمان مورد حمایت قرار گرفت. اما منابع و نظرات امروزی پیرامون پرده بکارت، دیدگاه‌های سنتی مانند تست‌های بکارت را به چالش کشیده، فاقد پشتوانه علمی و منسوخ می‌دانند. بسیاری از کشورها اقداماتی مانند انجام تست باکرگی برای افراد را جرم دانسته و برای ان مجازات تعیین کرده‌اند. 
آزمایش باکرگی همچنان در برخی فرهنگ‌ها یک عمل رایج باقی مانده است که گاهی با جراحی بازسازی پردهٔ بکارت همراه می‌شود. این جراحی که با عنوان هایمنوپلاستی نیز شناخته می‌شود جزء مراقبت‌های پزشکی استاندارد نبوده و در دانشکده‌های پزشکی تدریس نمی‌شود. هایمنوپلاستی به روش‌های متفاوتی می‌توان انجام شود اما طی ساده‌ترین روش، در دهانه واژن یک غشاء مصنوعی بدون هیچ‌گونه خون‌رسانی‌ای ایجاد می‌شود که شامل یک کپسول ژلاتینی‌ای است که از ماده‌ای قرمز رنگ شبیه خون پر شده است تا هنگام رابطه جنسی علائمی مصنوعی از آسیب به پرده بکارت را ایجاد کند. از نظر تاریخی، بازسازی پرده بکارت یک روش محتاطانه بوده که اغلب خارج از محیط‌های پزشکی مرسوم انجام می‌شده اما طی چند دهه اخیر، در برخی مناطق این موضوع در پزشکی رایج نیز وارد شده است.
با وجود اینکه پرده بکارت در انسان عملکرد فیزیولوژیکی اثبات شده‌ای ندارد اما فرضیه‌های فرگشتی اندکی همانند آبزی بودن اجداد انسان یا بالابردن احتمال باروری با افزایش احتباس اسپرم، برای عملکرد آن در انسان ارائه شده است. پرده بکارت منحصر به انسان نیست و در پستانداران متعدد دیگری نیز می‌تواند آن را مشاهده کرد که عملکرد فیزیولوژیکی آن در این جانوران با وجود ارائه چند نظریه ابتدایی همچنان موضوع تحقیقات علمی است.

## آناتومی
پردهٔ بکارت یک لایهٔ نازک از غشای مخاطی است که در ورودی واژن قرار دارد. سطوح داخلی این لایه‌ها معمولاً به هم چسبیده‌اند، اما در بیشتر افراد یک شکاف یا سوراخ طبیعی در آن وجود دارد که دهانهٔ واژن را تشکیل می‌دهد.
پردهٔ بکارت از نظر شکل و اندازه بسیار متنوع است. در بسیاری از افراد، این پرده به شکل حلقه‌ای (دایره‌ای) است که در قسمت پشتی (نزدیک مقعد) پهن‌تر و بازتر نسبت به قسمت جلویی (نزدیک ناحیه شرمگاهی) دیده می‌شود. البته ممکن است اشکال دیگری هم داشته باشد، مانند نیمه‌هلالی، توری‌شکل (سوراخ‌دار)، پره‌دار، کاملاً بسته یا حتی در برخی موارد وجود نداشته باشد.
پردهٔ بکارت ممکن است پس از اولین رابطهٔ جنسی دچار آسیب شود، اما گاهی بر اثر فعالیت‌های غیرجنسی مانند ورزش‌های سنگین، دوچرخه‌سواری یا استفاده از تامپون نیز دچار آسیب و پارگی می‌شود. پس از پارگی، باقی‌مانده‌های آن به شکل برآمدگی‌های کوچک گردی به نام کارونکول‌های هایمن (یا کارونکول‌های میرتی‌فرمیس) در اطراف دهانهٔ واژن باقی می‌مانند.

## تکامل و بافت‌شناسی

### تکامل
دستگاه تناسلی در طول رشد و تکامل رویان، از هفته سوم بارداری تا سه‌ماهه دوم رشد می‌کند و پردهٔ بکارت به دنبال واژن تشکیل می‌شود. در هفته هفتم مقعد از سینوس ادراری تناسلی جدا می‌شود. در هفته نهم، مجاری مولرین به سمت پایین حرکت می‌کند تا به سینوس ادراری تناسلی برسد و با تشکیل کانال رحمی واژنی وارد سینوس ادراری تناسلی می‌شود. در هفته دوازدهم، مجاری مولرین به هم می‌پیوندند و یک کانال واژینال رحمی اولیه ایجاد می‌کنند. در ماه پنجم، مجرای واژن کامل شده و پردهٔ بکارت جنین تشکیل می‌شود و معمولاً قبل یا کمی بعد از تولد سوراخ می‌شود. پردهٔ بکارت هیچ عملکرد شناخته‌شده و خاصی در بدن ندارد. اما با این حال برخی گمان می‌کنند که می‌تواند نقشی محافظتی در جهت جلوگیری از ورود عوامل خارجی همانند باکتری به داخل واژن را داشته باشد که شواهدی در جهت تأیید این موضوع وجود ندارد.

### بافت پوششی
بافت پوششی هایمن بدون شاخی‌شدگی است و ضخامت آن متغیر می‌باشد؛ به‌طوری که در نزدیکی قاعده متصل به دیواره واژن، ضخیم‌تر است. این بافت پوششی از ۳۰ تا ۵۰ لایه سلولی تشکیل شده است. لایه قاعده‌ای شامل سلول‌های استوانه‌ای است و بعد از آن، ۴ تا ۵ لایه از سلول‌های چندضلعی قرار دارند که دارای هسته‌های بزرگ، گرد یا بیضی‌شکل هستند. در لایه‌های بالایی، سلول‌های روشن‌تر و بزرگ‌تر دیده می‌شوند که اندازه آن‌ها هرچه به سطح نزدیک‌تر می‌شویم کاهش یافته و مسطح‌تر می‌شوند. شفافیت این سلول‌ها به‌دلیل غنی بودن بافت از گلیکوژن است. این بافت پوششی روی یک غشای پایه مشخص قرار دارد. هیچ نشانه‌ای از وجود بافت غددی یا عضلانی در ساختار هایمن دیده نمی‌شود.

### بافت پیوندی
بافت پیوندی هایمن از یک غشا مرکزی متراکم تشکیل شده که در دو طرف توسط یک لایه پاپیلاری شل‌تر احاطه شده است. در سطح فرج، پاپیلاها (برآمدگی‌های بافت پیوندی) کم و کشیده هستند، در حالی که در لبه آزاد هایمن و سطح واژنی (سطح هایمن که به سمت انتهای کانال واژن است)، پاپیلاها بیشتر و منشعب‌تر هستند.

### بافت عصبی
پرده بکارت به‌صورت فزاینده توسط رشته‌های عصبی عصب‌دهی نمی‌شود. هیچ سلول و رشته عصبی‌ای در سمت لبه آزاد پرده بکارت وجود ندارد. اما می‌توان سلول‌های عصبی‌ای در قسمت انتهایی (قسمت متصل به دیواره واژن) مشاهده نمود. این سلول‌های عصبی دوقطبی، کوچک، بیضی مانند یا دوکی شکل هستند. رشته‌های عصبی انتهایی از بافت پیوندی به سمت بالا امتداد پیدا می‌کنند و در بین پاپیلاهای بافت پیوندی، به درون لایه پوششی نفوذ می‌کنند.

### خون‌رسانی
هایمن دارای شبکه خونی بسیار غنی‌ای است، به‌ویژه در سمت لبه آزاد آن که رگ‌ها در این ناحیه گشاد و پرخون هستند. در این قسمت مویرگ‌های متعددی دیده می‌شود که به بافت پوششی نفوذ کرده و به لایه‌های سطحی آن می‌رسند.

### بافت هایمن در دوران مختلف زندگی
نوزادی: هایمن در مراحل مختلف زندگی، تغییرات بافت‌شناسی مشخصی را تجربه می‌کند. در نوزاد تازه‌متولد شده، هایمن از یک چین نازک از بافت پیوندی تشکیل شده که با بافت پوششی سنگفرشی چند لایه ضخیم پوشیده شده است و از نظر ظاهری، شباهت زیادی به هایمن در افراد بالغ باکره دارد. با این حال، بافت پیوندی آن شل‌تر و کم‌تراکم‌تر است و درتعداد رگ‌های خونی آن نیز نسبت به دوران بلوغ بیشتر است. این ضخیم بودن بافت پوششی احتمالاً ناشی از تأثیر هورمون‌های جنسی مادر همانند استروژن است که در دوران بارداری به جنین منتقل می‌شود. بعد از مرحله نوزادی، قطر دهانه پردهٔ بکارت بعد از هر سال رشد تقریباً ۱ میلی‌متر افزایش می‌یابد.
بلوغ و بزرگسالی: پس از بلوغ و در دوران بزرگسالی هایمن ساختاری متعادل را نشان می‌دهد؛ به این صورت که بافت پوششی سنگفرشی چندلایه روی یک هسته بافت پیوندی متراکم‌تر قرار گرفته است. این بافت پیوندی، به‌ویژه در لبه آزاد، خون‌رسانی بسیار غنی‌ای دارد و مویرگ‌هایی از این ناحیه به سمت بالا نفوذ کرده و تا لایه‌های سطحی بافت پوششی پیش می‌روند. در دوران بلوغ، استروژن باعث می‌شود پردهٔ بکارت بسیار کشسان شود.
بارداری: در دوران بارداری، به دنبال تغییرات هورمونی، بافت پوششی به‌شدت ضخیم می‌شود و سلول‌های آن سرشار از گلیکوژن هستند. همزمان، پاپیلاهای بافت پیوندی (برآمدگی‌های ریز) دچار افزایش طول، انشعاب و نامنظمی شده و ساختارهایی شبیه شاخه‌های درخت پیدا می‌کنند. اگر این پاپیلاها به‌صورت مقطع عرضی برش بخورند، به‌شکل جزایری دیده می‌شوند که رگ‌های خونی مرکزی دارند و با بافت پیوندی شل و سلولی احاطه شده‌اند.
در زنان چند زا، بافت پیوندی مرکزی هایمن متراکم‌تر و دارای رگ‌های خونی بیشتر است، در حالی که ضخامت بافت پوششی نسبت به بافت پیوندی کاهش پیدا می‌کند. سلول‌های بافت پوششی در این مرحله بازوفیلیک‌تر (تیره‌تر) شده و شفافیت خود را نسبت به هایمن عادی از دست می‌دهند.
یائسگی: در یائسگی نیز اگه هایمن همچنان وجود داشته باشد به دنبال کاهش سطح هورمون استروژن فرد بافت پوشی هایمن نازک شده و نواحی خاصی از آن شاخی می‌شوند. این تغییرات تدریجی نشان‌دهندهٔ تأثیرپذیری هایمن از تغییرات هورمونی، تنش‌های مکانیکی (همانند زایمان) و روند طبیعی پیری است.

## آزمایش بکارت
فرضیه اینکه غشای واژن یا پردهٔ بکارت می‌تواند به‌طور فیزیکی نشان دهنده سابقه رابطه واژینال باشد و آن را اثبات کند مبنای آزمایش‌های بکارت است که فاقد پشتوانه علمی و اعتبار است. اغلب تست‌های بکارت با استفاده از روش «دو انگشتی» انجام می‌شود به این صورت که شخص معاینه کننده دو انگشت خود را داخل واژن قرار می‌دهد تا پردهٔ بکارت را بررسی کند یا با آزمایش میزان سستی عضلات واژن نظر می‌دهد که فرد، رابطه جنسی داشته است یا خیر.
سازمان جهانی بهداشت و سازمان ملل متحد در سال ۲۰۱۸ در بیانیه ای مشترک آزمایش باکرگی را فاقد پشتوانه علمی اعلام و آن را به عنوان یک اقدام ضد حقوق بشر محکوم کردند و خواستار توقف آن شدند. در سال ۲۰۲۲ نیز بریتانیا هرگونه عملی تحت عنوان ادعای انجام آزمایش بکارت برای دیگران یا ترمیم بکارت را در تمام بخش‌های بریتانیا و اتباع آن در خارج از بریتانیا غیرقانونی اعلام و مجازاتی تا ۵ سال زندان و جریمه نقدی برای مجرمان تعریف کرد.

### عدم اعتبار آزمایش بکارت
با معاینه پرده بکارت نمی‌توان به داشتن یا نداشتن فعالیت جنسی توسط فرد در گذشته پی برد خصوصاً هنگامی که زمانی زیادی از رابطه شخص گذشته باشد زیرا پردهٔ بکارت اشکال متنوع و متفاوتی داشته و با رابطه جنسی واژینال می‌تواند اتفاقی برای پردهٔ بکارت افراد رخ ندهد و همچنین در افرادی که غشای پرده بکارت آن‌ها حتی دچار آسیب می‌شود، این آسیب (که حتی می‌تواند نتیجه رویداد دیگری بجز رابطه جنسی باشد) بدون اینکه هیچ نشانه‌ای باقی بگذارد در طول زمان می‌تواند بهبود یابد. همچنین برخی از دختران اساساً بدون پردهٔ بکارت متولد می‌شوند که این نوع آزمایش باکرگی نمی‌تواند ادله ای مبنی برداشتن رابطه واژینال در آنها باشد. پس با این وجود وضعیت این غشاء نمی‌تواند جهت ثبات داشتن یا نداشتن رابطه جنسی واژینال مورد استدلال و ارزیابی قرار گیرد (بجز مواردی مانند تجاوز جنسی که قربانی بلافاصله مورد معاینه پزشکی قرار می‌گیرد). همچنین این موضوع که داشتن واژن «شل» به معنی باکره نبودن یک دختر است دارای هیچ‌گونه اثبات و پشتوانه علمی ای نیست؛ شکل و فرم هر واژن متفاوت است و واژن‌ها طوری تکامل یافتند که خاصیت ارتجاعی داشته باشند. آنها در هنگام برانگیختگی جنسی شل می‌شوند تا آلت تناسلی مرد را در خود جای دهند و بعد از رابطه جنسی دوباره سفت شده و به حالت اول برمیگردند و برخی افراد نیز اساساً داری واژنی شل‌تر نسبت به سایرین هستند و ارتباطی بین فرم واژن و باکرگی وجود ندارد.
در یک مطالعه بر روی ۳۶ نوجوان باردار که در سال ۲۰۰۴ منتشر شد نشان داد که کارکنان بهداشتی فقط در دو مورد از افراد توانستند نشانه قطعی رابطه جنسی واژینال را تشخیص بدهند. مطالعه دیگری که مورفولوژی پردهٔ بکارت را در دختران دارای رابطه جنسی با دختران بدون رابطه جنسی قبلی مقایسه کرد نشان داد ۵۲ درصد از دخترانی که دارای رابطه جنسی بودند هیچ‌گونه تغییر قابل تشخیصی در بافت پردهٔ بکارت خود نداشتند.

### پیشینه تاریخی

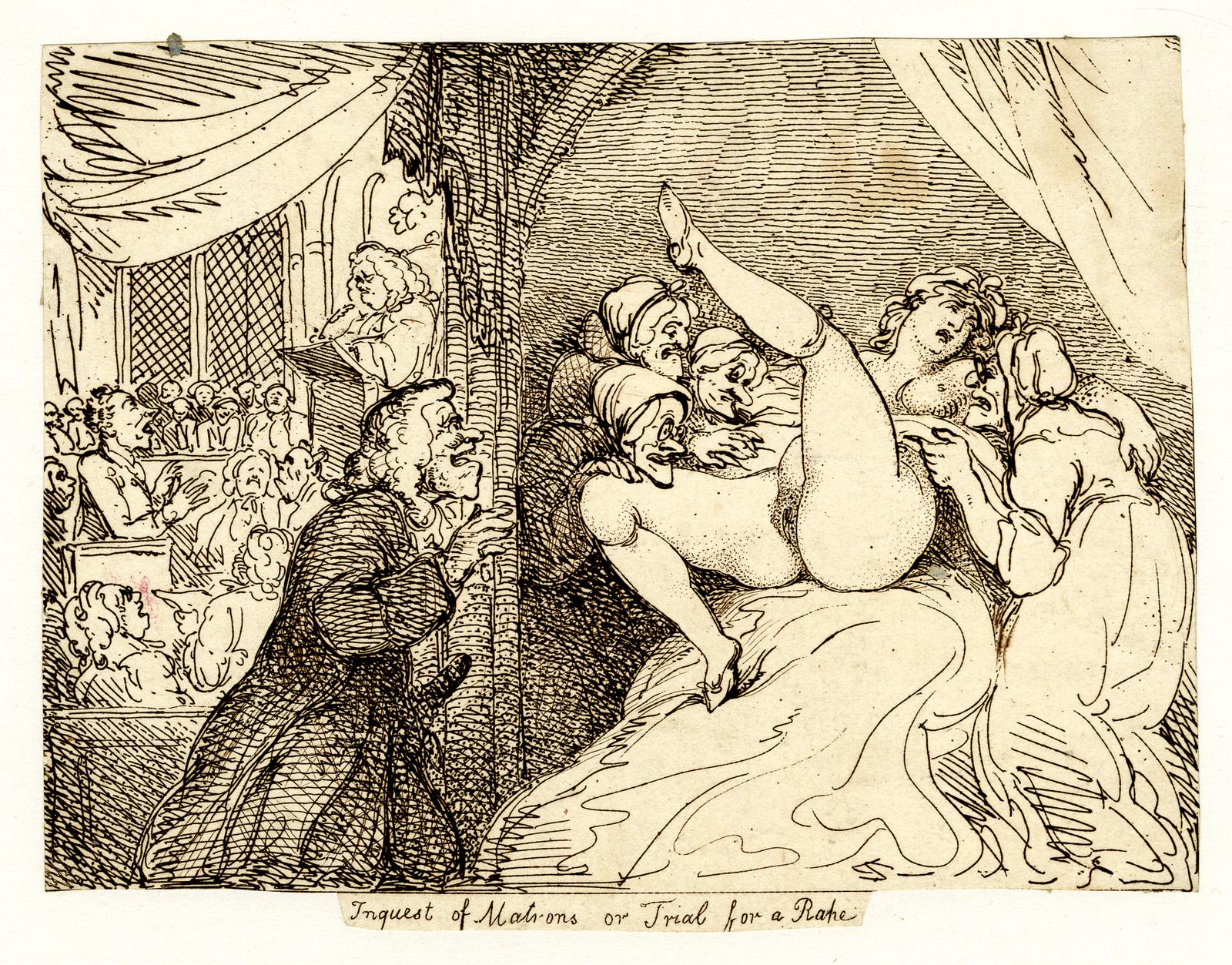
در سمت راست تصویر، معاینه یک زن جوان مضطرب توسط چهار پیرزن کهنسال که پنجه به لباس‌ها و پاهای او می‌زنند و وکیلی که مشتاقانه در حال تماشای صحنه است. و در سمت چپ، مردی که به عنوان شاهد در برابر پیشگاه قاضی حاضر شده است.

همان‌طور که در منابع مختلف از اساطیر گرفته تا ادبیات عامه پسند، باورهای مردمی، و اسناد رسمی گواهی شده است، بسیاری از جوامع پیشامدرن ارزش زیادی برای ارزیابی باکرگی دختران خود قائل بودند.
قبل از پیشرفت دانش علوم تشریحی در قرن پانزدهم، ماهیت پرده بکارت به‌طور کامل شناخته نشده بود، و در نتیجه طیف وسیعی از آزمایش‌های غیرعلمی مورد حمایت قرار گرفت. به عنوان مثال در تمدن اینکا به گروهی از دختران باکره که به عنوان به عنوان همسران آینده خدای خورشید، اینتی، در نظر گرفته می‌شدند «دوشیزگان خورشید» می‌گفتند. این دختران در واقع هیچ‌گاه به ازدواج واقعی یا رابطه زناشویی معمولی نمی‌پرداختند و به عنوان نمادهایی از پاکدامنی و تقدس در نظر گرفته می‌شدند و نقش آنها بیشتر در مراسم مذهبی و خدمت به خدای خورشید (اینتی) بود. هنگامی که در میان آن‌ها دختری مشکوک به فعالیت جنسی می‌شد، او را وادار می‌کردند تا در آتشی که به آرامی می‌سوزد، دمیده و اگر آتش شعله‌ور می‌شد، او را باکره قلمداد می‌کردند. در یونان باستان نیز داستانی افسانه‌ای که در قرن پنجم قبل از میلاد روایت شده است، می‌گوید که چگونه خدای پان می‌توانسته پاکدامنی هر دختری را اثبات کند به گونه‌ای که فلوت اسرارآمیز او به‌طور خودکار در هنگام حضور یک دوشیزه واکنش نشان داده و به صدا درمی‌آمده است.
رمان‌های عاشقانه قرون وسطی فلوریز و بلانشفلور و بویس از همپتون نیز هر دو قهرمانان دوشیزه‌ای را به تصویر می‌کشند که باید پاکدامنی خود را اثبات کنند و از این رو ارزش خود را نشان دهند.

## آسیب
آسیب به بافت پردهٔ بکارت می‌تواند در نتیجه عواملی مختلف مانند استفاده از تامپون، معاینه لگن با اسپکولوم، خودارضایی یا رابطه جنسی واژینال، ژیمناستیک یا اسب سواری رخ دهد، اگرچه میزان احتمال بروز آسیب در نتیجه این فعالیت‌ها نامشخص است. آسیب وارد شده به پردهٔ بکارت ممکن است بدون اینکه هیچ نشانه‌ای از آسیب باقی بگذارد بهبود یابد. یک مطالعه بر روی نوجوانان قربانی تجاوز جنسی نشان داد که اکثر زخم‌های ناشی از آسیب به پردهٔ بکارت بدون باقی ماندن نشانه‌ای از آسیب در طول زمان بهبود می‌یابند.
در گذشته اعتقاد بر این بود اولین رابطه جنسی قطعاً با خونریزی پردهٔ بکارت همراه است و منجر به پارگی یا آسیب به آن می‌شود اما امروزه تحقیقات بر روی زنان نشان داده است که خونریزی در طول اولین مقاربت همیشه رخ نمی‌دهد. خونریزی یا عدم وقوع آن به عوال زیادی همانند مقدار بافت هایمن، میزان کشسانی یا میزان ضخامت آن بستگی دارد. در یک مطالعه چند فرهنگی، تنها حدود نیمی از زنان مورد مطالعه در اولین رابطه جنسی خود خونریزی را گزارش کردند و میزان درد و خونریزی در افراد با توجه به منطقه‌ای که اهل آن بودند متفاوت بود. همچنین همه زنان در اولین رابطه جنسی درد را تجربه نمی‌کنند و تجربه درد هنگام اولین رابطه جنسی با عواملی مانند هیجان، ترس و فشار عصبی مرتبط است.
در چندین مطالعه بر روی دختران نوجوان قربانی تجاوز جنسی، که در آن افراد به دنبال تجاوز جنسی در بیمارستان معاینه شدند، آسیب به پردهٔ بکارت در ۵۰ درصد افراد باکره و در افراد غیر باکره حدود ۱۲ درصد گزارش شد. پارگی پردهٔ بکارت نیز در کمتر از ۲۰ درصد موارد رخ داده بود. پردهٔ بکارت دختران باکره به‌طور قابل توجهی بیشتر از دختران غیر باکره در این مطالعه دچار آسیب شده بود.
در مطالعه‌ای دیگر روی نوجوانانی که با رضایت خودشان قبلاً رابطه جنسی داشتند شواهدی از ضربه به پردهٔ بکارت در۴۸ درصد از آنها دیده شد و ۵۲ درصد از افراد با وجود داشتن رابطه جنسی، پردهٔ بکارت سالم داشتند. اگرچه نادر است اما در بزرگسالان غیر باکره که قبلاً رابطه جنسی داشته‌اند نیز بعدها به دنبال رابطه جنسی ممکن است آسیب به پردهٔ بکارت رخ دهد.

## انواع پرده بکارت

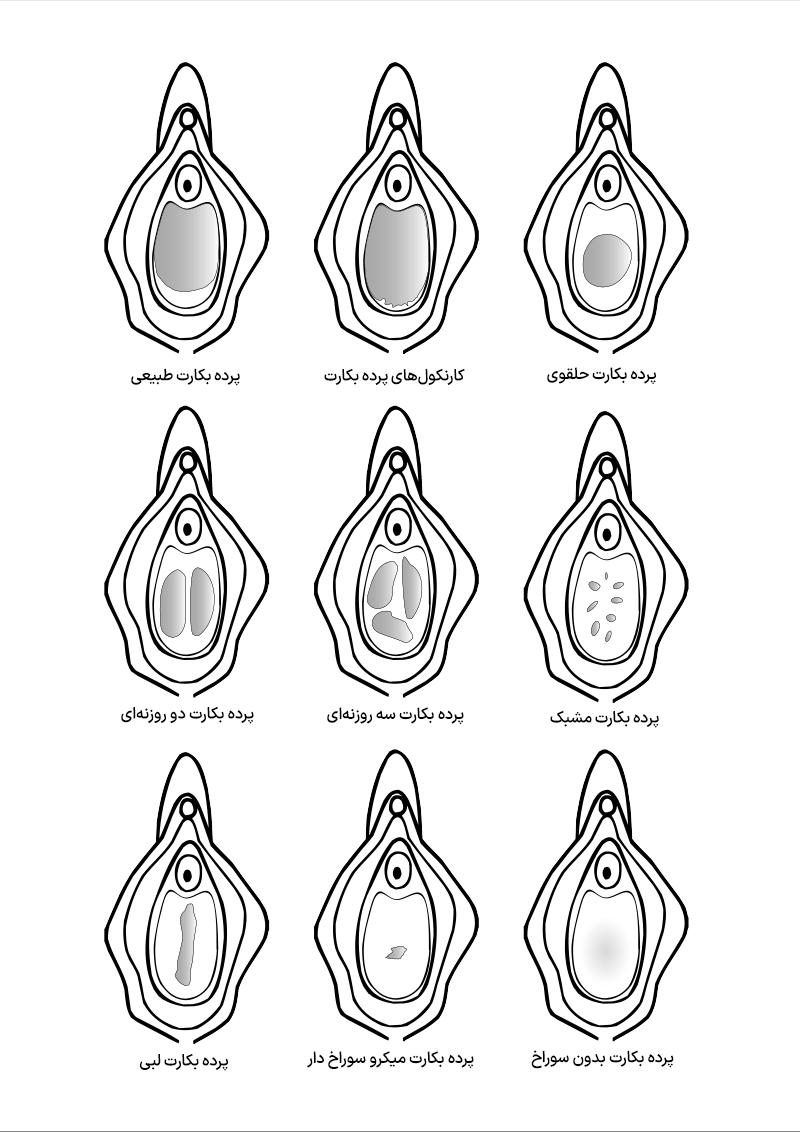
انواع پرده‌های واژن

انواع مختلف و طبیعی از پردهٔ بکارت وجود دارد که گستره‌ای از نازک و کشدار تا انواع ضخیم و تا حدودی سفت را شامل می‌شود. از بین ۱۰۰۰ نوزاد متولد شده احتمال دارد ۱ تا ۲ نفر از آنها دارای پردهٔ بکارت بدون سوراخ باشند. تنها نوع از پردهٔ بکارت نوزادان متولد شده که ممکن است نیاز به مداخله پزشکی داشته باشد، پردهٔ بکارت بدون سوراخ است که می‌تواند باعث کاهش یا عدم خروج خون هنگام قاعدگی شود. در هردو مورد، نیاز است با جراحی و باز کردن منفذ پردهٔ بکارت شرایط خروج خون و برقراری رابطه جنسی ایجاد شود.
منافذ پردهٔ بکارت قبل از بلوغ می‌تواند تحت تأثیر سطح و فعالیت هورمونی به اشکال مختلفی دیده شود که رایج‌ترین ان هلالی شکل است. بعد از بلوغ بسته به سطح هورمون استروژن، بافت پردهٔ بکارت می‌تواند ضخیم‌تر و دارای شکلی حاشیه دار و نامنظم باشد. در کودکانِ کوچک‌تر پاره شدن پردهٔ بکارت معمولاً خیلی سریع بهبود می‌یابد.
در نوجوانان دهانه پردهٔ بکارت می‌تواند گسترش یابد و دارای شکل و ظاهر متنوع‌تری شود.
برخی از انواع مختلف پرده بکارت:
- بدون سوراخ[ض]: در این نوع سوراخ در دهانه پردهٔ بکارت وجود ندارد. اگر در دوران بلوغ خود به خود اصلاح نشده باشد تا مایعات قاعدگی خارج شود نیاز به جراحی جزئی دارد.[۴۹]
- مشبک[ط]: این نوع از پردهٔ بکارت گاهی با بدون سوراخ اشتباه گرفته می‌شود و و با وجود سوراخ‌های ریز به نظر می‌رسد که در دهانه سوراخی وجود ندارد که تحت معاینه دقیق، سوراخ‌های کوچک ان می‌تواند مشخص شود.[۵۰]
- دیواره دار[ظ]: دهانه پردهٔ بکارت دارای یک یا چند نوار بافتی است که در سراسر دهانه گسترش یافته است.[۵۱]

## ترمیم پرده بکارت
ترمیم پرده بکارت یا هایمِنورافی یا هایمنوپلاستی عمل جراحی‌ای است که با هدف ایجاد خونریزی در حین مقاربت، انجام می‌پذیرد.
هدف از این عمل ایجاد شرایطی جهت خونریزی در طول مقاربت پس از ازدواج است که در برخی فرهنگ‌ها به اشتباه دلیلی بر باکرگی تلقی می‌شود. تقریباً نیمی از زنانی که برای اولین بار آمیزش واژینال دارند خونریزی ندارند و حتی یک مطالعه کوچک نشان داد که از ۱۹ زنی که تحت جراحی ترمیم پرده بکارت قرار گرفتند نیز ۱۷ نفر از آنها در مقاربت بعدی خونریزی نداشتند.
این عمل تحت شرایطی صورت می‌گیرد که نمی‌توان از روی ظاهر پرده بکارت یا تنگی واژن تشخیص داد که آیا فردی باکره است یا خیر.
هایمنوپلاستی یک روش بحث‌برانگیز است که در دانشکده‌های پزشکی تدریس نمی‌شود و در اکثر کتاب‌های درسی پزشکی توضیح داده نشده است. هیچ مقررات و استانداردی برای این روش وجود ندارد زیرا بخشی از مراقبت‌های پزشکی استاندارد نیست. این عمل در واقع، توسط چندین انجمن حرفه ای ملی به عنوان نوعی از جراحی زیبایی اندام تناسلی زنان طبقه‌بندی می‌شود.

### روش
هایمنوپلاستی به روش‌های متفاوتی می‌توان انجام شود اما طی ساده‌ترین روش، در دهانه واژن یک غشاء مصنوعی بدون هیچ‌گونه خونرسانی‌ای ایجاد می‌شود که شامل یک کپسول ژلاتینی‌ای است که از ماده‌ای قرمز رنگ شبیه خون پر شده است. این عمل معمولاً چند روز قبل از ازدواج و رابطه جنسی فرد انجام شود تا در در حین رابطه جنسی آن ماده قرمز رنگ از کپسول ژلاتینی خارج شده و ظاهری مصنوعی از آسیب هایمن ایجاد کند.

### پیشینه تاریخی
ترمیم پرده بکارت قرن‌هاست که عمدتاً در مناطقی انجام می‌شود که باورهای فرهنگی قویاً پرده بکارت را با باکرگی و پاکی زنانه مرتبط می‌دانند. از نظر تاریخی، بازسازی پرده بکارت یک روش محتاطانه بود که اغلب خارج از محیط‌های پزشکی مرسوم انجام می‌شد. طی چند دهه اخیر، در برخی مناطق این موضوع در پزشکی رایج نیز وارد شده است.

### تأثیرات روانی و اجتماعی
مطالعات متعددی عوامل اجتماعی-فرهنگی‌ای که تقاضا برای هایمنوپلاستی را افزایش می‌دهند، برجسته کرده‌اند. به عنوان مثال، پژوهشی تأکید می‌کند که در بسیاری از مناطق خاورمیانه، آسیا و برخی جوامع در اروپا و آمریکای لاتین، پرده بکارت بی‌نقص و خونریزی در اولین رابطه اغلب به عنوان دلیلی بر باکرگی یک زن تلقی می‌شود. یک مطالعه کیفی در سال ۲۰۲۱ نشان داد که فشار روانی، ترس از طرد شدن اجتماعی، و میل به بازیابی حس کنترل بر بدن و باکرگی، انگیزه‌های اولیه برای زنانی است که به سوی هایمنوپلاستی می‌روند.
تأثیر روانی جراحی هایمنوپلاستی پیچیده است. مطالعه ای که در سال ۲۰۲۰ منتشر شد نشان می‌دهد که برای برخی از زنان، انجام این عمل جراحی نوعی بازپس‌گیری استقلال بدنی آنها است، به ویژه پس از رخ دادن تروما یا تجاوز جنسی در گذشته. برخی مطالعات دیگر نیز از پیامدهای منفی بالقوه این جراحی، از جمله اضطراب مداوم، احساس گناه و شرم مربوط به پیامدهای فرهنگی هایمنوپلاستی یاد کرده‌اند. این مطالعات نشان می‌دهد که مشاوره روانشناختی قبل از انجام این عمل جراحی می‌تواند مفید باشد.

## اهمیت فرهنگی و مذهبی
هایمن یا همان پردهٔ بکارت در بعضی از فرهنگ‌ها همچون فرهنگ اسلامی به دلیل تصور ارتباطش با باکرگی زنان دارای اهمیت است. در این فرهنگ‌ها پردهٔ بکارت دست نخورده و خونریزی هنگام اولین رابطه جنسی، به اشتباه به عنوان نمادی از باکرگی زن در نظر گرفته می‌شود. بعضی از زنان به همین خاطر عمل جراحی‌ای تحت عنوان هایمنوپلاستی را انجام می‌دهند تا اولین رابطه جنسی آنها با علائمی همراه شود که گویای آسیب دیدن پرده بکارت آنها باشد.

### زمینه‌های مذهبی
آموزه‌های دینی از لحاظ تاریخی بر اهمیت پرده بکارت در فرهنگ‌ها دامن زده‌اند. به عنوان مثال برخی تفاسیر از الهیات سنتی مسیحی بیان می‌کنند که خداوند در نظر گرفته است که همسر زن کسی باشد که پرده او را پاره می‌کند به گفته آنان پس از پاره شدن پرده وی خونریزی‌ای که به وجود می‌آید، یک پیمان خونی تلقی می‌شود که مهر و مومی بر پیوند مقدس آنها است. به‌طور مشابه، در آیین هندوئیسم، روایات پیرامون چهره‌هایی مانند سیتا از رامایانا نشان می‌دهد که چگونه باکرگی زنان در چارچوبی تحت سلطه مردان بررسی و آزمایش می‌شود.

### اشتباهات فرهنگی
در بسیاری از فرهنگ‌ها، پس از اولین رابطه جنسی خون روی ملحفه نشانه از دست دادن باکرگی است که پایه درستی ندارد.
خون‌ریزی بعد از اولین رابطه جنسی ممکن است اتفاق بیفتد یا نیفتد. برخی دلایل خونریزی هنگام رابطه جنسی عبارت هستند از احساس اضطراب و نگرانی، پارگی دیواره واژن ناشی از تحریک نشدن به اندازه کافی یا موارد دیگری مانند عفونت. در یک نظرسنجی که یک متخصص زنان و زایمان از ۴۱ همکارش انجام داد، از آنها پرسیده شد که آیا در اولین باری که رابطه جنسی داشتند خونریزی کردند یا نه که ۶۳ درصد از افراد اذعان داشتند که خونریزی‌ای تجربه نکرده‌اند. اما در کشورهایی که همچنان به باکرگی زنان اهمیت زیادی داده می‌شود بخشی از افکار عمومی همچنان باکرگی را مرتبط با پرده بکارت می‌دانند، به عنوان مثال یک مطالعه در سال ۲۰۱۱ در دانشگاه دجله ترکیه نشان داد که ۷۲٫۱٪ از دانشجویان دختر و ۷۴٫۲٪ از پسران معتقد بودند که پرده بکارت نماد باکرگی است. ۳۰٫۱ درصد از مردان نیز اعلام کردند که «ملحفه خون آلود» باید در روز ازدواج در معرض دید خانواده قرار گیرد.

### دیدگاه مدرن
منابع و نظرات امروزی پیرامون پرده بکارت با تأکید بر استقلال زنان دیدگاه‌های سنتی مانند تست‌های بکارت را به چالش کشیده و فاقد پشتوانه علمی و منسوخ می‌داند.
در اکتبر سال ۲۰۱۸، شورای حقوق بشر سازمان ملل متحد و سازمان زنان سازمان ملل و سازمان جهانی بهداشت در بیانیه ای بیان کردند که آزمایش باکرگی به دلیل اینکه «عملی دردآور، آسیب زننده و تحقیر کننده است شامل خشونت علیه زنان می‌شود و باید به آن پایان داد» و درخواست ممنوعیت آن را در تمامی جوامع نمودند.
بسیاری از کشورها مانند فرانسه، بریتانیا، هند و لوکزامبورگ آزمایش باکرگی را ممنوع اعلام کرده و آن را نقض حقوق بشر، نوعی تبعیض جنسیتی و یک عمل غیرعلمی می‌دانند.

## فرضیه‌های فرگشتی
پرده بکارت انسان عملکرد فیزیولوژیکی مشخصی ندارد. با این وجود فرضیه‌های فرگشتی اندکی برای عملکرد آن در انسان ارائه شده است:
- فرضیه آبزی بودن اجداد انسان: همانند آنچه در پرده گوش فک‌های دریایی[ف] دیده می‌شود، یک فرضیه این است که پرده بکارت از آلودگی‌های دریایی دستگاه تولید مثل جلوگیری می‌کرده است. هرچند این فرضیه با توجه به ناکامل بودن پوشش پرده و از دست رفتن محافظت به دنبال اولین رابطه جنسی، ضعیف به نظر می‌رسد.[۷۵]
- فرضیه بالابردن احتمال باروری با افزایش احتباس اسپرم: حتی اگر پرده پس از اولین رابطه جنسی دست نخورده باقی بماند، از آنجا که فاصله زیادی با محل انباشت اسپرم‌ها و محل لقاح دارد این فرضیه نیز نامحتمل به نظر می‌رسد.[۷۵]
- تولد زودرس و فرضیه کاهش عفونت‌های واژن: تقریباً همه نخستی‌ها بدون پرده بکارت متولد می‌شوند. به‌دنبال تغییر وضعیت بدن انسان به حالت ایستاده و کاهش طول کانال زایمانی فرزندان انسان زودتر از سایر نخستی‌های به دنیا می‌آیند بنابراین بدن انسان فرصت کافی برای حذف پرده بکارت را ندارد. به‌دنبال آن انتخاب طبیعی این ویژگی را برگزید زیرا نوزاد انسان نسبت به سایر حیوانات در تمیز کردن خود ناتوان‌تر است و این سد (هرچند ناکامل) مانع از ورود مواد دفعی به واژن و ایجاد عفونت‌های بالقوه کشنده لگنی در طی دوران کودکی می‌شود.[۷۵] به این فرضیه نیز نقدهایی وارد شده است.[۷۶]

## جانورشناسی
پرده بکارت در پستانداران متعددی از جمله لاماها، خوکچه‌های هندی، فیل‌ها، نهنگ‌های دندان‌دار، فوک‌ها، دوگونگ‌ها، موش‌های صحرایی، و برخی نخستی‌سانان مانند شب‌دوست و لمور ضخیم دیده شده است. این تنوع نشان می‌دهد که پرده بکارت منحصر به انسان نیست، اگرچه ظاهر و ویژگی‌های آن در بین گونه‌ها بسیار متفاوت است.
عملکرد فیزیولوژیکی پرده بکارت در جانوران همچنان موضوع تحقیقات علمی است اما با این وجود دو نظریه اولیه ارائه شده است:
- عملکرد تولید مثل: در برخی از پستانداران، پرده بکارت ممکن است نقش تولید مثلی مرتبط با چرخه‌های هورمونی داشته باشد. به عنوان مثال، در خوکچه هندی، بافت هایمن در طول دوره فحلی حیوان ازمیان می‌رود تا جفت‌گیری تسهیل شود و سپس دوباره رشد می‌کند و در بقیه چرخه بسته باقی می‌ماند. به‌طور مشابه، در لمورهای نازک، پرده بکارت دهانه واژن را در بیشتر طول سال می‌بندد و فقط در طول فصل جفت‌گیری باز می‌شود. این موضوع نشان دهنده یک انطباق دوره‌ای مربوط به تولید مثل است.[۷۷]
- عملکرد محافظتی: پرده بکارت ممکن است به عنوان یک مانع محافظت کننده، به ویژه برای پستانداران آبزی عمل کند. در گونه‌هایی مانند فوک‌ها و نهنگ‌های دندان‌دار، پرده بکارت اغلب بیشتر از پستانداران غیر آب‌زی رشد می‌کند. فرض بر این است که این سازگاری از ورود آب و ذرات موجود در آب مانند ماسه به واژن در حیوانات جلوگیری می‌کند و در نتیجه نقش محافظت کننده از سیستم تولید مثل را دارد.[۷۷]

## واژه‌نامه
1. ↑  Vagina
2. ↑  Vulva
3. ↑  mons pubis
4. ↑  carunculae hymenales
5. ↑  carunculae myrtiformes
6. ↑  Müllerian ducts
7. ↑  Epithelium
8. ↑  Connective tissue
9. ↑  Papillary
10. ↑  Multipara
11. ↑  Cornified
12. ↑  Inti
13. ↑  Virgins of the Sun
14. ↑  Pan
15. ↑  Floris and Blancheflur
16. ↑  Bevis of Hampton
17. ↑  Crescentic
18. ↑  Imperforate
19. ↑  Cribriform
20. ↑  Septate
21. ↑  Hymenorrhaphy
22. ↑  Hymenoplasty
23. ↑  True seals
24. ↑  Ruffed lemur